# Катерина Кузмановска
Катерина Кузмановска (на македонска литературна норма: Катерина Кузмановска) е лекарка, педиатърка и политик от Северна Македония.

## Биография
Родена е на 15 юни 1968 година в град Струмица, тогава в Социалистическа федеративна република Югославия. Средно образование завършва в гимназията „Яне Сандански“ в Струмица в 1986 година. Завършва медицина в Медицинския факултет на Скопския университет в 1991 година. От 1992 година работи в Общата болница в родната ѝ Струмица. Специалистка педиатър е от 2004 година.
В 2016 година е избрана за депутат от Социалдемократическия съюз на Македония в Събранието на Република Македония.